# Скорая помощь (Сезон 6)
«Ско́рая по́мощь» (англ. «ER» от англ. Emergency Room — приёмное отделение) — американский телесериал, рассказывающий о жизни приёмного отделения больницы города Чикаго (штат Иллинойс), её сотрудников и пациентов. Сериал был создан Майклом Крайтоном и транслировался на телеканале NBC с сентября 1994 года по апрель 2009 года. Он включает в себя 15 сезонов и является самой длинной медицинской драмой, показанной в прайм-тайм за всю историю американского телевидения.
Премьера шестого сезона состоялась 30 сентября 1999 года; финал сезона вышел в эфир 18 мая 2000 года. Шестой сезон состоял из 22 эпизодов.

## В ролях

### Основной состав
- Энтони Эдвардс — доктор Марк Грин, старший врач приёмного отделения
- Ноа Уайли — доктор Джон Картер, ординатор третьего года
- Джулианна Маргулис — медсестра Кэрол Хэтэуэй, старшая медсестра
- Глория Рубен — фельдшер Джини Буле
- Лора Иннес — доктор Керри Уивер, заведующая приёмным отделением
- Алекс Кингстон — доктор Элизабет Кордей, заместитель заведующего хирургическим отделением
- Келли Мартин — Люси Найт, студент-медик четвёрого года
- Пол Маккрейн — доктор Роберт Романо, глава администрации больницы и заведующий отделением хирургии
- Горан Вишнич — доктор Лука Ковач, старший врач приёмного отделения
- Мора Тирни — Эбби Локхарт, студент-медик третьего года
- Майкл Мишель — доктор Клео Финч, ординатор второго года педиатрического отделения
- Эрик Палладино — доктор Дэйв Малуччи, ординатор второго года
- Минг-На Вен — доктор Джин-Мэй «Дебра» Чен, ординатор третьего года
- Эрик Ла Саль — доктор Питер Бентон, хирург-травматолог

### Второстепенные персонажи
| Врачи и студенты: - Алан Алда — доктор Гэбриэль Лоуренс, старший врач приёмного отделения - Сэм Андерсон — доктор Джек Кейсон, заведующий отделением кардиологии - Эми Акино — доктор Дженет Кобурн, заведующая отделением акушерства и гинекологии - Джон Эйлворд — доктор Дональд Онспо, старший врач хирургического отделения и член правления больницы - Джон Доман — доктор Карл ДеРаад, заведующий психиатрическим отделением - Скотт Джайек — доктор Стив Флинт, заведующий отделением радиологии - Дэвид Брисбин — доктор Александер Бэбкок, анестезиолог | Медсёстры и медбратья: - Эллен Кроуфорд — медсестра Лидия Райт - Конни Мэри Брэзелтон — медсестра Конни Олигарио - Дизер Д — медбрат Малик Макграт - Лора Серон — медсестра Чуни Маркес - Иветт Фриман — медсестра Халей Адамс - Лили Мариэй — медсестра Лили Ярвик - Гедде Ватанабэ — медбрат Йош Таката - Дина Ленни — медсестра Ширли - Беллина Логан — медсестра Кит - Кайл Ричардс — медсестра Дори |

| Остальной персонал: - Эрика Гимпел — социальный работник Адель Ньюман - Кристин Минтер — регистратор Миранда «Ренди» Фрончак - Трой Эванс — регистратор Фрэнк Мартин - Эндрю Боуэн — регистратор Эндрю - Памела Сина — регистратор Амира - Эмили Вагнер — парамедик Дорис Пикман - Монте Расселл — парамедик Дуайт Задро - Лин Алиша Хендерсон — парамедик Памела Олбс - Деметриус Наварро — парамедик Моралес - Брайан Лестер — парамедик Брайан Дьюмар - Мишель Бонилла — парамедик Кристин Хармс - Кресс Уилльямс — офицер Реджи Мур | Члены семьи: - Ханди Александер — Джеки Роббинс - Лиза Николь Карсон — Карла Риз - Джон Каллум — Дэвид Грин - Ивонн Зима — Рейчел Грин - Джуди Пэрфитт — Изабель Кордей - Фрэнсис Стернхаген — Миллисент Картер |

### Приглашённые звёзды
- Ребекка Де Морнэй — Элейн Николс[4]
- Эмиль Хирш — Чед Коттмайер
- Дэвид Крамхолц — Пол Собрики[5]
- Лайза Вайль — Саманта Собрики[6]
- Шайа Лабаф — Дарнел Смит
- Антон Ельчин — Робби Эдельштейн
- Джордж Клуни — доктор Даг Росс[2]
- Рэндольф Мантус — школьный полицейский[7]
- Винсент Картайзер — Джесс Киэн[8]
- Марта Плимптон — Мэг Корвин[9]
- Митч Пиледжи — Терри Уотерс

## Список эпизодов
| № общий | № в сезоне | Название                                                    | Режиссёр               | Автор сценария     | Дата премьеры    | Зрители в США (млн) |
| --- | ---------- | ----------------------------------------------------------- | ---------------------- | ------------------ | ---------------- | ------------------- |
| 114 | 1          | «Leave It to Weaver» «Положись на Уивер»                    | Джонатан Каплан        | Лидия Вудворд      | 30 сентября 1999 | 31.53               |
| Машина въезжает в кафе, сбивая много людей, выясняется, что за секунду до аварии там находилась беременная Кэрол Хэтэуэй. По отделению ходит мужчина с головной болью. В приёмном распространяются слухи о скором уходе Онспо, и его замене на Романо. В отделении помогает временный врач — Лука Ковач. Картер встречает старую знакомую. Примечание. Первое появление доктора Луки Ковача (Горан Вишнич) и доктора Клео Финч (Майкл Мишель). |            |                                                             |                        |                    |                  |                     |
| 115 | 2          | «Last Rites» «В последний путь»                             | Феликс Энрикес Алькала | Джек Орман         | 7 октября 1999   | 28.20               |
| Марк Грин возвращается с похорон матери. Романо назначает Кордей главой хирургии. Джини Буле хочет усыновить мальчика, который болеет СПИДом, и соглашается стать женой Реджи. Новый ординатор приёмного доктор Дэйв Малуччи проявляет излишнюю активность. Картер продолжает своё общение с Элейн. Примечание. Первое появление доктора Дэйва Малуччи (Эрик Палладино). |            |                                                             |                        |                    |                  |                     |
| 116 | 3          | «Greene with Envy» «Зелёная зависть доктора Грина»          | Питер Маркл            | Патрик Хэрбинсон   | 14 октября 1999  | 30.45               |
| В приёмное отделение приходит новый старший врач — Гэбриель Лоуренс (Алан Алда), который, по мнению Грина, совершенно не подходит для их работы. Картер пытается подбодрить Элейн перед операцией, которая ей предстоит. Ковач и Люси Найт обследуют женщину с побоями. Джини выходит замуж за Реджи не совсем при тех обстоятельствах, которые они ожидали. По просьбе Романо Кордей проводит экскурсию по приёмному для газетного репортера, именно в этот момент в отделении происходит стрельба. Марк и Элизабет проводят ночь вместе. |            |                                                             |                        |                    |                  |                     |
| 117 | 4          | «Sins of the Fathers» «Грехи отцов»                         | Кен Квапис             | Даг Палау          | 21 октября 1999  | н/д                 |
| Кэрол пытается помочь беременной женщине получить работу в больнице. В газете выходит статья с негативным отзывом о больнице, и Романо обвиняет в этом Элизабет. Люси замечает, что Лоуренс становится забывчив. Картер хочет начать встречаться с Элейн. |            |                                                             |                        |                    |                  |                     |
| 118 | 5          | «Truth & Consequences» «Правда и её последствия»            | Стив Де Джарнатт       | Р. Скотт Джеммилл  | 4 ноября 1999    | н/д                 |
| Состояние памяти Лоуренса ухудшается. Элейн сообщает Картеру, что собирается уехать в Европу. Кэрол узнаёт, что беременная женщина, которой она хотела помочь с устройством на работу, принимает наркотики. Малуччи очень хочет узнать, что случилось с ногой Уивер. В отделение поступают пострадавшие от взрыва на уроке химии. |            |                                                             |                        |                    |                  |                     |
| 119 | 6          | «The Peace of Wild Things» «Покой простых созданий»         | Ричард Торп            | Джон Уэллс         | 11 ноября 1999   | н/д                 |
| Бентон хочет сделать анализ ДНК, чтобы проверить, является ли Риз его сыном. Малуччи становится виновником взрыва, но в случившемся обвиняют Клео Финч. Кэрол участвует в задержании своей беременной знакомой, когда та покупает наркотики. Джини уходит с работы, чтобы полностью сосредоточиться на семье. Примечание. В данной серии персонаж Глории Рубен фельдшер Джини Буле покидает сериал. |            |                                                             |                        |                    |                  |                     |
| 120 | 7          | «Humpty Dumpty» «Шалтай-Болтай»                             | Джонатан Каплан        | Нил Бэр            | 18 ноября 1999   | 28.77               |
| Из-за большого срока беременности Кэрол становится тяжело работать. Картер начинает исполнять всё больше обязанностей в приёмном, что вызывает недовольство Уивер. Кордей спасает жизнь насильника, о чем вскоре начинает жалеть. Люси пытается доказать всем, что она хороший работник, активно занимаясь лечением пациентов. Клео Финч занимается парнем, страдающим от алкоголизма. Лоуренс уходит из приёмного отделения, и Ковач занимает его место. |            |                                                             |                        |                    |                  |                     |
| 121 | 8          | «Great Expectations» «Большие ожидания»                     | Кристофер Мисиано      | Джек Орман         | 25 ноября 1999   | 30.80               |
| В электричке у Кэрол начинаются роды. Она выходит на станции, где Лука Ковач находит её и провожает до больницы. Роды оказываются очень тяжелыми. Первую девочку она рожает в отделении, а вторая появляется на свет уже в родильном отделении, где за ней ухаживает акушерка Эбби Локхарт. Грин и Кордей собираются вместе отметить день Благодарения, Марк приводит с собой на праздник отца и дочь Рейчел. Малуччи делает признание Картеру. Примечание. Первое появление студентки-медика Эбби Локхарт (Мора Тирни). |            |                                                             |                        |                    |                  |                     |
| 122 | 9          | «How the Finch Stole Christmas» «Как Финч украла Рождество» | Фред Айнесмен          | Линда Гейс         | 16 декабря 1999  | 29.10               |
| Кэрол учится справляться с двойней. Кордей пытается наладить контакт с насильником, чью жизнь она спасла. Картер дарит подарки детям из неблагополучных районов в обмен на их оружие. Люси помогает девушке с больным сердцем, которой необходима срочная операция. Рискуя собственной карьерой, она отрывает Романо от празднования Рождества и уговаривает его провести операцию. Керри становится дружна с компанией Санта Клаусов и пытается внести свой вклад в решение проблемы 2000 года. |            |                                                             |                        |                    |                  |                     |
| 123 | 10         | «Family Matters» «Дела семейные»                            | Энтони Эдвардс         | Патрик Хэрбинсон   | 6 января 2000    | 28.69               |
| Грин отправляется в Сан-Диего, так как его отец сбежал из дома престарелых. Встретившись с отцом, Марк предлагает ему переехать в Чикаго, чтобы жить вместе. На работу в отделение приходит ординатор Джин-Мэй Чен. Картер тотчас же узнает в ней Дебру Чен, которая работала с ним на первом году его пребывания в скорой. Финч помогает юной пациентке «отдохнуть» от уроков, накладывая гипс на руку. Кордей продолжает «общение» с насильником. Лука пытается помочь двум братьям, один из которых является умственно отсталым. Малуччи пытается починить машину Уивер и расспрашивает о Чен. Джин-Мей нарушает несколько правил больницы. 'Примечание.' Минг-На Вен возвращается в сериал в роли персонажа основного актёрского состава доктора Джин-Мей «Деб» Чен после гостевого появления в первом сезоне. |            |                                                             |                        |                    |                  |                     |
| 124 | 11         | «The Domino Heart» «Переходящее сердце»                     | Лесли Линка Глаттер    | Джо Сакс           | 13 января 2000   | н/д                 |
| Пациентке Люси с кардиоимплантантом находят новое сердце, и она приезжает в больницу на пересадку. Малуччи собирает улики, чтобы ликвидировать подпольную клинику. Картер и Чен расходятся во мнениях о том, когда следует следовать правилам, а когда — нарушать их. Грин узнает, что поступившего к нему мужчину бьет бойфренд. |            |                                                             |                        |                    |                  |                     |
| 125 | 12         | «Abby Road» «Путь Эбби»                                     | Ричард Торп            | Р. Скотт Джеммилл  | 3 февраля 2000   | н/д                 |
| В приёмном происходит сезонное обострение простуды. В отделение приходит Эбби Локхард, помогавшая принимать роды у Кэрол, выясняется, что она учится на врача и будет проходить практику в приёмном. Первый день в больнице приносит Эбби одни разочарования. Ковач и Кэрол начинают подозревать неладное, когда мать маленького мальчика настаивает на том, чтобы ему сделали очередную операцию. Клео занимается мальчиком, который сам себе колет гормоны. Картер пытается помочь больному мальчику. Романо заболевает, и Бентон страхует его. Люси ухаживает за умирающим... |            |                                                             |                        |                    |                  |                     |
| 126 | 13         | «Be Still My Heart» «Храни меня в сердце»                   | Лора Иннес             | Лидия Вудворд      | 10 февраля 2000  | 31.33               |
| День Святого Валентина. Семья из четырех человек — мать, отец, сын и дочь — попадает в аварию, родителей спасти не удаётся. Кордей договаривается со своей матерью о двойном свидании: Элизабет и Марк и её мать и его отец. Люси принимает пациента с головной болью по имени Пол Сабрики (Дэвид Крамхолц), она подозревает у него наличие симптомов шизофрении, и просит Картера, чтобы тот его осмотрел. Однако Джон не делает этого. Романо привозит в хирургию свою ... собаку, единственное родное существо, он вместе с Элизабет делает ей операцию. Малуччи и Чен спорят из-за пациента. В конце дня в приёмном устраивают вечеринку в честь праздника. Никто не замечает исчезновения Люси и Картера... |            |                                                             |                        |                    |                  |                     |
| 127 | 14         | «All in the Family» «Одна семья»                            | Джонатан Каплан        | Джек Орман         | 17 февраля 2000  | 39.38               |
| Керри приходит на смену во время праздника в приёмном. Случайно она замечает кровь на полу коридора, следы которой ведут из палаты. Она заходит туда и видит окровавленных Картера и Люси, лежащих на полу. Весь персонал помогает реанимировать пострадавших. Прибывает полиция, но выясняется что подозреваемого в нападении Пола Сабрики никто не видел. Несколько сотрудников переходят в кафе напротив больницы, чтобы дождаться результатов операций. Бентон делает операцию Джону и спасает ему жизнь, однако с его с почками возникают проблемы. Кордей и Романо борются за жизнь Люси. Операция проходит очень сложно, однако девушка остаётся жива. Через некоторое время Люси становится плохо, Элизабет и Романо пытаются запустить её сердце, но всё оказывается напрасным... Тем временем, в отделение привозят Сабрики, вслед за ним приезжает его жена. В разговоре с докторами, он говорит что защищался... Ковач, Чен, Малуччи, Эбби, Халей и Лидия продолжают сидеть в кафе, вспоминая веселые случаи про Картера и Люси. В кафе приходит Чуни и произносит: «Люси»... Без лишних слов все понимают, что произошло. Примечание: Данная серия является последней для персонажа Келли Мартин студентки Люси Найт. |            |                                                             |                        |                    |                  |                     |
| 128 | 15         | «Be Patient» «Будь терпеливым больным»                      | Кен Квапис             | Сэнди Крупф        | 24 февраля 2000  | 31.31               |
| Кордей застает свою мать Изабель с Дэвидом Грином... Марк узнает, что его отец болен раком легких. В приёмное приходит мать Люси Найт, чтобы забрать личные вещи дочери из шкафчика. Также она навещает Картера и рассказывает, как Люси к нему относилась. Она спрашивает у Джона, что чувствует человек когда его ранят. Ковач становится свидетелем дорожного происшествия: он видит, как мужчина на машине сбивает девочку. Лука спасает ребенка. Кэрол осматривает двух девочек и обнаруживает у одной серьезную болезнь. |            |                                                             |                        |                    |                  |                     |
| 129 | 16         | «Under Control» «Всё нормально»                             | Кристофер Мисиано      | Нил Бэр и Джо Сакс | 23 марта 2000    | 27.19               |
| Джон Картер пытается вернуться к работе. Чен знакомится с симпатичным медбратом из другого отделения, который помогает в приёмном. В отделении не хватает людей, и Марк Грин мечется от пациента к пациенту. Бентон и Клео идут играть в бильярд. |            |                                                             |                        |                    |                  |                     |
| 130 | 17         | «Viable Options» «Кандидаты на выживание»                   | Марита Грабиак         | Патрик Хэрбинсон   | 6 апреля 2000    | 27.50               |
| Клео лечит мальчика, который до этого был пациентом Картера. Грин и Кордей спорят о том, помещать ли отца Марка в хоспис, или нет. Керри идёт против Романо, пытаясь вылечить девушку с ограниченной медицинской страховкой. Ковач должен сделать выбор, какому пациенту следует пересадить донорскую почку, пока та ещё является жизнеспособной. Небрежность Бентона приводит к тому, что его пациент принимает неправильное лекарство, которое вызывает у него сердечный приступ. Однако Питер не хочет признавать своих ошибок и обвиняет во всём Клео. |            |                                                             |                        |                    |                  |                     |
| 131 | 18         | «Match Made in Heaven» «Идеальное соответствие»             | Джонатан Каплан        | Р. Скотт Джеммилл  | 13 апреля 2000   | 26.01               |
| Уивер отстраняют от работы. Эбби занимается многодетной матерью, которая снова оказывается беременной. Кэрол получает весточку от Росса. Грин заботится о больном отце. Картер не справляется с собой и становится несдержанным. Романо не даёт Ковачу выходных, Лука очень утомлён. |            |                                                             |                        |                    |                  |                     |
| 132 | 19         | «The Fastest Year» «Самый быстрый год»                      | Ричард Торп            | Лидия Вудворд      | 27 апреля 2000   | 27.38               |
| Марк Грин продолжает ухаживать за отцом, у которого обнаружилась пневмония. Картера мучает бессонница и воспоминания. Ковач помогает Кэрол купить машину и рассказывает ей о том, что произошло с его семьей во время битвы за Вуковар. Эбби помогает девочке (Дакота Феннинг) во время пересадки костного мозга. Картер встречается с женой Пола Сабрики. |            |                                                             |                        |                    |                  |                     |
| 133 | 20         | «Loose Ends» «Многоточие»                                   | Кевин Хукс             | Нил Бэр            | 4 мая 2000       | 26.65               |
| Отец Марка умирает, перед смертью он дарит Элизабет ожерелье. Картер старается много работать, но игнорирует приказы начальства. В свой День Рождения Кэрол получает посылку от Дага. Малуччи лечит маленькую девочку, которая подвергалась сексуальному насилию со стороны своего отца. |            |                                                             |                        |                    |                  |                     |
| 134 | 21         | «Such Sweet Sorrow» «Расставанья светлая печаль»            | Джон Уэллс             | Джон Уэллс         | 11 мая 2000      | 32.67               |
| Марк готовится к похоронам отца. В регистратуре появляется новый работник — бывший полицейский Фрэнк Мартин. Эбби и Малуччи упускают абсцесс у пациентки, и разозлённая Кордей говорит Дэйву, что ни один человек в больнице не считает его хорошим врачом. Картер, стараясь работать больше, совершает ошибку. Чен начинает замечать его возрастающую ненадёжность и постоянные перепады настроения. Кэрол весь день раздумывает что ей делать, в конце концов она решает, что должна увидеть Дага. 'Примечание 1'. В данной серии персонаж Джулианны Маргулис медсестра Кэрол Хэтэуэй покидает сериал. 'Примечание 2'. В данной серии в камео появляется персонаж Джорджа Клуни доктор Даг Росс. |            |                                                             |                        |                    |                  |                     |
| 135 | 22         | «May Day» «Сигнал бедствия»                                 | Джонатан Каплан        | Джек Орман         | 18 мая 2000      | 34.59               |
| Бентон и Ковач выезжают на место стрельбы в школе, однако при отправке потерпевших в больницу у них происходит спор. Картера уличают в употреблении наркотиков и не без труда уговаривают начать лечение. В сопровождении Бентона Картер отправляется в наркологический центр Атланты. |            |                                                             |                        |                    |                  |                     |